# Russische Meisterschaften im Biathlon 2009
Die Russischen Meisterschaften im Biathlon 2009 fanden vom 1. bis 5. April des Jahres in Uwat statt.

## Männer

### Sprint 10 km
| Platz | Starter          | Verein | Zeit | Schießfehler |
| ----- | ---------------- | ------ | ---- | ------------ |
| 1     | Alexei Woltschuk |        |      |              |
| 2     | Andrei Makowejew |        |      |              |
| 3     | Alexei Wolkow    |        |      |              |
| 4     | Sergei Tarassow  |        |      |              |
| 5     | Wassil Schetalin |        |      |              |
| 6     | Jewgeni Ustjugow |        |      |              |

Datum: 1. April 2009

### Verfolgung 12,5 km
| Platz | Starter             | Verein | Zeit | Schießfehler |
| ----- | ------------------- | ------ | ---- | ------------ |
| 1     | Alexei Wolkow       |        |      |              |
| 2     | Iwan Tscheresow     |        |      |              |
| 3     | Andrei Makowejew    |        |      |              |
| 4     | Alexei Woltschuk    |        |      |              |
| 5     | Alexander Schreider |        |      |              |
| 6     | Alexei Trussow      |        |      |              |

Datum: 2. April 2009

### Massenstart 15 km
| Platz | Starter             | Verein | Zeit | Schießfehler |
| ----- | ------------------- | ------ | ---- | ------------ |
| 1     | Wiktor Wassiljew    |        |      |              |
| 2     | Alexei Wolkow       |        |      |              |
| 3     | Alexander Schreider |        |      |              |
| 4     | Maxim Ogarkow       |        |      |              |
| 5     | Artjom Gussew       |        |      |              |
| 6     | Dmitri Malyschko    |        |      |              |

Datum: 4. April 2009

### Staffel 4 × 7,5 km
| Platz | Starter                                                               | Verein | Zeit |
| ----- | --------------------------------------------------------------------- | ------ | ---- |
| 1     | Witali Norizyn Sergei Kljatschin Maxim Ichsanow Artjom Uschakow       |        |      |
| 2     | Wladimir Moissejew Alexei Woltschuk Wladimir Semakow Wiktor Wassiljew |        |      |
| 3     | Andrei Alexejew Pawel Korosteljow Maxim Kisseljow Andrei Prokunin     |        |      |

Datum: 5. April 2009

## Frauen

### Sprint 7,5 km
| Platz | Starter            | Verein | Zeit | Schießfehler |
| ----- | ------------------ | ------ | ---- | ------------ |
| 1     | Marija Sadilowa    |        |      |              |
| 2     | Anna Bulygina      |        |      |              |
| 3     | Olga Medwedzewa    |        |      |              |
| 4     | Tatjana Sewachina  |        |      |              |
| 5     | Anastassija Kalina |        |      |              |
| 6     | Julija Korniljuk   |        |      |              |

Datum: 1. April 2009

### Verfolgung 10 km
| Platz | Starter               | Verein | Zeit | Schießfehler |
| ----- | --------------------- | ------ | ---- | ------------ |
| 1     | Anna Bulygina         |        |      |              |
| 2     | Olga Medwedzewa       |        |      |              |
| 3     | Tatjana Sewachina     |        |      |              |
| 4     | Marija Sadilowa       |        |      |              |
| 5     | Natalja Sokolowa      |        |      |              |
| 6     | Jekaterina Schumilowa |        |      |              |

Datum: 2. April 2009

### Massenstart 12,5 km
| Platz | Starter               | Verein | Zeit | Schießfehler |
| ----- | --------------------- | ------ | ---- | ------------ |
| 1     | Oksana Neupokojewa    |        |      |              |
| 2     | Jewgenija Sedowa      |        |      |              |
| 3     | Natalja Sokolowa      |        |      |              |
| 4     | Marija Kossinowa      |        |      |              |
| 5     | Jekaterina Schumilowa |        |      |              |
| 6     | Natalja Burdyga       |        |      |              |

Datum: 4. April 2009

### Staffel 4 × 6 km
| Platz | Starter                                                                    | Verein               | Zeit |
| ----- | -------------------------------------------------------------------------- | -------------------- | ---- |
| 1     | Olga Anissimowa Swetlana Slepzowa Jewgenija Sedowa Jekaterina Schumilowa   | Ugra Chanty-Mansijsk |      |
| 2     | Anna Bulygina Anastassija Kusnezowa Julija Korniljuk Marija Sadilowa       | Tjumen Region        |      |
| 3     | Jekaterina Krylatkowa Jekaterina Glasyrina Ljubow Petrowa Natalja Sokolowa |                      |      |

Datum: 5. April 2009